# Архиепархия Кали
Архиепархия Кали (лат. Archidioecesis Caliensis) — архиепархия Римско-Католической церкви с центром в городе Кали, Колумбия. Архиепархия Кали распространяет свою юрисдикцию на часть территории департамента Валье-дель-Каука. В митрополию Кали входят епархии Буги, Буэнавентуры, Картаго и Пальмиры. Кафедральным собором архиепархии Кали является церковь святого Петра.

## История
17 июня 1910 года Святой Престол учредил епархию Кали, выделив её из архиепархии Попаяна. В этот же день епархия Кали вошла в митрополию Попаяна.
В следующие годы епархия Кали передала часть своей территории для образования новых церковных структур:
- 1 мая 1927 года — апостольской префектуре Тумако (сегодня — епархия Тумако);
- 14 ноября 1952 года — апостольскому викариату Буэнавентуры (сегодня — епархия Буэнавентуры);
- 17 декабря 1952 года — епархии Пальмиры;
- 16 марта 1962 года — епархии Картаго.

20 июня 1964 года Римский папа Павел VI издал буллу «Quamquam Christi», которой возвёл епархию Кали в ранг архиепархии.
29 июня 1966 года архиепархия Кали передала часть своей территории для образования новой епархии Буги.

## Ординарии архиепархии
- епископ Heladio Posidio Perlaza Ramírez (11.08.1911 — 28.09.1926)
- епископ Luis Adriano Díaz Melo (13.04.1927 — 13.11.1947)
- епископ Julio Caicedo Téllez S.D.B.[1] (23.02.1948 — † 24.09.1958)
- епископ Francisco Gallego Pérez (18.12.1958 — † 21.05.1960)
- архиепископ Alberto Uribe Urdaneta (13.07.1960 — 7.02.1985)
- архиепископ Педро Рубиано Саэнс (7.02.1985 — 27.12.1994), назначен архиепископом Боготы; с 21 февраля 2001 года — кардинал
- архиепископ Isaías Duarte Cancino (19.08.1995 — † 16.03.2002)
- архиепископ Juan Francisco Sarasti Jaramillo C.I.M. (17.08.2002 — 18.05.2011)
- архиепископ Darío de Jesús Monsalve Mejía (с 18 мая 2011 года)

## Источник
- Annuario Pontificio, Libreria Editrice Vaticana, Città del Vaticano, 2003, ISBN 88-209-7422-3
- Булла Quamquam Christi Архивная копия от 3 февраля 2014 на Wayback Machine  (лат.)